# Puchaczyk grzywiasty
Puchaczyk grzywiasty (Jubula lettii) – gatunek średniej wielkości ptaka z rodziny puszczykowatych (Strigidae), podrodziny puszczyków (Striginae). Występuje w centralnej i zachodniej Afryce. Ma status „gatunku niedostatecznie rozpoznanego”.

## Taksonomia
Po raz pierwszy gatunek opisał Johann Büttikofer na łamach Notes From The Leyden Museum w 1889. Holotyp pochodził z Liberii. Autor nadał nowemu gatunkowi nazwę Bubo letti. Obecnie (2020) Międzynarodowy Komitet Ornitologiczny (IOC) umieszcza puchaczyka grzywiastego w monotypowym rodzaj Jubula. Został on opisany w 1929 przez G.L. Batesa. Za cechy, które zaważyły na decyzji o wyodrębnieniu gatunku z rodzaju Bubo, uznał lekką budowę ciała, niewielkie stopy ze słabymi pazurami i cienką woskówką, która nie zakrywa całkowicie nasady dzioba. IOC nie wyróżnia podgatunków.

## Morfologia
Długość ciała wynosi około 40 cm, masa ciała dla jednej samicy: 183 g. U holotypu długość ogona wyniosła 15 cm, skoku 3,5 cm, górnej krawędzi dzioba (w linii prostej) 2,6 cm, a środkowego palca bez pazura – 3 cm. Pióra głowy i szyi są wydłużone i zwisają luźno, tworząc coś na kształt kosmatej grzywy. Opis dotyczy holotypu. Upierzenie głównie rude. Czoło, brew, broda i górna część gardła szara, miejscami widoczne ziemiste prążki. Pióra przypominające brwi czarne. Policzki i pokrywy uszne rdzawe z ciemniejszym prążkowaniem. Pióra po bokach gardła białe z czarnymi końcówkami. Grzbiet, kuper i pokrywy nadogonowe jednolicie rdzawe. Sterówki również rdzawe, ale ogon zdobi 7 czarnych pasów. Skrzydła rdzawe, przy czym zarówno lotki, jak i pokrywy skrzydłowe ozdobione są czarnymi pasami. Cztery z pokryw skrzydłowych średnich na zewnętrznych chorągiewkach mają białe, owalne plamy. Pokrywy skrzydłowe mniejsze i pierwszorzędowe niemal czarne, końcówki rudobrązowe. Barkówki rdzawe, pokryte perłowymi i ziemistymi prążkami. Pierś ruda, zdobiona jaśniejszymi prążkami. Boki ciała jasnopłowe, pióra mają rzucające się w oczy brązowe stosiny. Brzuch, nogawice, pióra porastające skok, pióra w okolicy kloaki oraz pokrywy podogonowe płowe. Tęczówka, dziób i palce żółte.

## Zasięg występowania
Zasięg występowania obejmuje Liberię, Wybrzeże Kości Słoniowej i Ghanę, następnie nieregularnie obszar od południowego Kamerunu i północnego Gabonu na południe do rzeki Kongo i na wschód po północno-centralną i wschodnio-centralną Demokratyczną Republikę Konga. Brak współczesnych doniesień z Ghany.

## Ekologia i zachowanie
Puchaczyki grzywiaste są bardzo słabo poznane. Mają odzywać się miękkim kuuuuu, podobnym do gruchania sierpówki. Najprawdopodobniej puchaczyki grzywiaste preferują zwarte lasy deszczowe, nigdy nie zostały odnotowane poza lasem i w przecinkach. Niewiele informacji o pożywieniu; możliwe, że trzon diety stanowią owady, w tym chrząszcze i prostoskrzydłe; w żołądku jednego młodego osobnika znaleziono materię roślinną. Parę z osobnikiem młodocianym obserwowano w lutym w Liberii. Najprawdopodobniej zniesienia przypadają na marzec–maj w Demokratycznej Republice Konga. Świeżo opierzone młode w Kamerunie i Gabonie były obserwowane pod koniec grudnia i w styczniu.

## Status
IUCN od 2005 roku klasyfikuje puchaczyka grzywiastego jako gatunek niedostatecznie rozpoznany (DD, Data Deficient; stan w 2021); wcześniej, od 1988 roku miał on status najmniejszej troski. Liczebność światowej populacji nie została oszacowana, ale ptak ten opisywany jest jako rzadki w zachodniej części swego zasięgu, a bardziej pospolity w części wschodniej. Ze względu na brak istotnych zagrożeń i dowodów na spadki liczebności BirdLife International uznaje trend liczebności populacji za stabilny.